# Maurepas (Somme)
 Maurepas  es una población y comuna francesa, en la región de Picardía, departamento de Somme, en el distrito de Péronne y cantón de Combles.

## Demografía
| 283 | 283 | 242 | 216 | 213 | 215 |
| Para los censos de 1962 a 1999 la población legal corresponde a la población sin duplicidades (Fuente: INSEE [Consultar]) |     |     |     |     |     |